# نیال هاگینز
نیال هاگینز (انگلیسی: Niall Huggins؛ زادهٔ ۱۸ دسامبر ۲۰۰۰) بازیکن فوتبال است که در حال حاضر برای ساندرلند در پست مدافع بازی می‌کند.
وی همچنین در تیم ملی فوتبال زیر ۲۱ سال ولز بازی کرده است.

## دوران باشگاهی

### لیدز یونایتد
پس از قهرمانی در ردهٔ زیر ۸ سال با تیم جونیور هی‌وورث، او در سال ۲۰۰۹ به آکادمی لیدز یونایتد پیوست؛ در کنار کین راجرسون و بازیکن آینده‌دار جک کلارک. او در آکادمی لیدز پیشرفت کرد و همراه با کلارک، در مه ۲۰۱۷ قرارداد بورسیهٔ دوساله‌ای با لیدز یونایتد امضا کرد. هنگام امضای این قرارداد بورسیه، هاگینز اظهار داشت که «بی‌صبرانه منتظر دو سال آینده‌ام» و افزود که «سخت کار خواهم کرد و تمام تلاشم را خواهم کرد تا ان‌شاءالله در پایان، قرارداد حرفه‌ای بگیرم». پس از پایان بورسیهٔ دوساله‌اش، او در مه ۲۰۱۹ قرارداد حرفه‌ای یک‌ساله‌ای با لیدز امضا کرد. در دسامبر ۲۰۲۰، قراردادی تا پایان فصل ۲۰۲۲–۲۳ امضا کرد. هاگینز نخستین بازی حرفه‌ای خود را در ۱۴ فوریهٔ ۲۰۲۱، به‌عنوان بازیکن تعویضی در دقیقهٔ ۵۴ به جای ازجان الیوسکی، در شکست ۴–۲ مقابل آرسنال انجام داد.

### ساندرلند
در ۲۰ اوت ۲۰۲۱، هاگینز با قراردادی چهار ساله به لیگ فوتبال یک و باشگاه ساندرلند پیوست. طبق گزارش رادیو بی‌بی‌سی لیدز، او به‌صورت رایگان به ساندرلند پیوست، اما توافق شامل بند درصد فروش بعدی بود.
در ۴ اکتبر ۲۰۲۳، هاگینز نخستین گل حرفه‌ای خود را برای ساندرلند مقابل واتفورد در پیروزی ۲–۰ خانگی به ثمر رساند.
هاگینز در اکتبر ۲۰۲۴ قرارداد خود را تا تابستان ۲۰۲۶ تمدید کرد و باشگاه گزینه تمدید یک‌سالهٔ دیگر را نیز دارد.

## دوران ملی
هاگینز از طریق پدر ولزی‌اش، واجد شرایط بازی برای تیم ملی ولز است. او در ۹ ژوئن ۲۰۱۹، نخستین بازی خود را برای تیم زیر ۲۱ سال ولز در شکست ۲–۱ برابر آلبانی انجام داد.
در نوامبر ۲۰۲۳، هاگینز برای نخستین بار به تیم ملی بزرگسالان ولز دعوت شد.

## زندگی اولیه
نیال هاگینز در یورک به دنیا آمد و در فولفورد، در حومهٔ یورک بزرگ شد. او در مدرسه فولفورد در فولفورد تحصیل کرد.